# Enhetlig meddelandehantering
Enhetlig meddelandehantering (engelska: unified messaging, UM) är ett kommunikationstekniskt begrepp. UM innebär att användaren innehar en brevlåda för att hantera alla inkommande meddelanden, oavsett i vilken form de har, såsom fax, e-post, röstmeddelande med mera. Meddelanden kan konverteras mellan de olika formaten, till exempel kan ett fax vidarebefordras via e-post eller SMS konverteras till e-post. Meddelanden går också att besvara på olika sätt.
Tjänsten går ut på att man får ett personligt telefonnummer samt e-postadress dit ens personliga meddelanden styrs. 
Detta gör att man kan nå sina meddelanden på en samlad plats antingen via webbplats eller via telefon, där man får sina meddelanden upplästa.
Tjänsten tillhandahåller också teknik som gör att det går att skicka samma meddelande till flera mottagare samtidigt. 
Ett av de mest kända svenska försöken med UM var Telia DOF, nedlagt 30 april 2010 med hänvisning till att det var för få användare. 